# Le Center
Le Center è una città degli Stati Uniti d'America, situata in Minnesota, nella Contea di Le Sueur, della quale è anche il capoluogo.